# Artak Òseyan
Artak Òseyan (in armeno Արտակ Օսեյան; Erevan, 16 maggio 1987) è un ex calciatore e allenatore di calcio armeno.

## Carriera

### Club
Dal 2004 al 2007 ha militato nel Banants giocando 56 partite; nella stagione 2009-2010 ha giocato una partita nei preliminari di Europa League.

### Nazionale
Dopo aver preso parte agli Europei Under-19 del 2006, nei quali ha giocato 2 partite senza segnare, ha giocato alcune partite con la Nazionale di calcio dell'Armenia Under-21 nelle qualificazioni al campionato europeo Under-21

## Palmarès

### Giocatore

#### Competizioni nazionali
- Coppa d'Armenia: 1

Širak: 2011-2012